# روبرت كينغ ستون
روبرت كينغ ستون (بالإنجليزية: Robert King Stone)‏ (و. 1822 – 1872 م) هو طبيب من .

## التعليم
تعلم في جامعة جورج واشنطن.